# امانوئل ترانووا
امانوئل ترانووا (انگلیسی: Emanuele Terranova؛ زادهٔ ۱۴ آوریل ۱۹۸۷) بازیکن فوتبال اهل ایتالیا است.
از باشگاه‌هایی که در آن بازی کرده‌است می‌توان به باشگاه فوتبال لچه، باشگاه فوتبال فروزینونه، باشگاه فوتبال ساسولو، باشگاه فوتبال لیورنو، باشگاه فوتبال ویچنزا، و باشگاه فوتبال پالرمو اشاره کرد.